# Lam-Sơn-Aufstand
Der Lam-Sơn-Aufstand (chinesische Kurzzeichen: 蓝山起义; chinesische Langzeichen: 藍山起義; vietnamesisch: Khởi nghĩa Lam Sơn; chữ Hán: 起義藍山) war ein von Lê Lợi angeführter vietnamesischer Aufstand vom 7. Februar 1418 bis 10. Dezember 1427 gegen die Herrschaft der Ming-Dynastie in der Provinz Jiaozhi (Đại Việt). Der Erfolg des Aufstands führte zur Gründung der Späteren Lê-Dynastie durch Lê Lợi und auch zur Wiederherstellung der Unabhängigkeit für Đại Việt nach zwei Jahrzehnten chinesischer Herrschaft.

## Vorgeschichte

### Machtergreifung der Hồ-Dynastie
Im späten 14. Jahrhundert geriet Đại Việt unter der Herrschaft der Trần-Dynastie in eine tiefe Krise. Neben Faktoren wie dem langwierigen Krieg mit Champa, Naturkatastrophen, Epidemien oder Ernteausfällen haben Krisen in der Wirtschaft, in der sozialen Struktur und in den politischen Institutionen Đại Việt schwer geschwächt. Dies führte zum Aufstieg von Hồ Quý Ly, ein ehrgeiziger Beamter, der stetig die höchste Macht ergreifen und die Kontrolle über den Hof erlangen konnte.
Im Jahr 1400 usurpierte Hồ Quý Ly die Trần-Dynastie. Er gründete somit die Hồ-Dynastie, wobei er den Landesnamen von Đại Việt in „Đại Ngu“ änderte. Im Jahr 1401 übergab er den Thron an seinen zweiten Sohn Hồ Hán Thương und trat als Altkaiser zurück, wirkte jedoch bei den Regierungsgeschäfte aktiv mit. Innenpolitisch führte Hồ Quý Ly bereits vor seiner Machtergreifung viele Reformen durch, wie zum Beispiel die Verwendung von Papiergeld anstelle der traditionellen Kupfermünzen und die Verlegung der Hauptstadt von Thăng Long in die Zitadelle Tây Đô in Thanh Hóa. Darüber hinaus nahm Hồ Quý Ly auch bedeutende Änderungen im politischen und sozialen System vor. Seine Reformen konnten jedoch nicht die internen Probleme und Konflikte, die sich seit dem Ende der Trần-Dynastie gebildet hatten, lösen. Diese verletzten auch die Interessen vieler sozialen Schichten und führten zur Unzufriedenheit in der Bevölkerung.

### Verschärfung der Konfliktlage
Nach dem Sturz der Trần-Dynastie war die Beziehung zwischen der Hồ-Dynastie und der Ming-Dynastie angespannt. Die Hauptursache waren Grenzstreitigkeiten und der Krieg zwischen Đại Ngu und Champa. Dieser Krieg löste am chinesischen Kaiserhof Besorgnis aus, da man das Gebiet als Teil seine Einflusssphäre betrachtete und die Hegemonie in der Region aufrechterhalten wollte. Die Beziehungen zwischen den beiden Ländern entspannten sich teilweise, nachdem der Grenzkonflikt gelöst wurde und Hồ Hán Thương von der Ming-Dynastie zum „König von Annam“ ernannt wurde.
Im Oktober 1404 erschien Trần Thiêm Bình in Nanjing, der behauptete, Sohn von Trần Nghệ Tông zu sein, um die illegitime Machtergreifung der Hồ-Dynastie vor Kaiser Yongle darzulegen. Obwohl die wahre Identität von Trần Thiêm Bình in Frage gestellt wurde, waren Hồ Quý Ly und sein Sohn unter dem Druck des Ming-Hofes gezwungen, Zugeständnisse zu machen und die Rückkehr von Trần Thiêm Bình zu gewährleisten. Im Januar 1406 befahl Kaiser Yongle 5.000 Truppen, Trần Thiêm Bình bei seiner Rückkehr nach Đại Ngu zu begleiten. Als sich diese Armee jedoch in der Nähe von Đông Đô befand, wurde sie von den Truppen der Hồ-Dynastie angegriffen. Trần Thiêm Bình wurde gefangen genommen und hingerichtet. Diese Aktion führte dazu, dass die Beziehung zwischen Đại Ngu und China kontinuierlich verschlechterte.

### Krieg zwischen Đại Ngu und China
Nach dem Trần Thiêm Bình und die 5.000 Begleittruppen bei einem Angriff von den Truppen der Hồ-Dynastie tödlich ums Leben kamen, beschloss Yongle, Truppen nach Annam für einen Straffeldzug gegen die Hồ-Dynastie zu entsenden. Im November 1406 wurden 225.000 Truppen unter der Führung der Generäle Zhang Fu und Mu Sheng unter dem Vorwand, die Königsfamilie Trần beim Sturz der Hồ-Dynastie zu unterstützen, nach Annam entsandt. Mit überwältigender Kraft durchbrach die Ming-Armee mühelos die Verteidigungslinien der Hồ, wobei Hồ Quý Ly zur Flucht nach Tây Đô flüchten musste. Die Ming-Armee setzte Feuerwaffen ein und wandte neue Taktiken an, was dazu führte, dass die Streitkräfte der Hồ-Dynastie rasch besiegt wurden. Darüber hinaus führten der Verlust des Volksvertrauens und Organisationsfehler der Operationen zur Niederlage der Hồ-Dynastie. Im Juni 1407 wurden Hồ Quý Ly und sein Sohn Hồ Hán Thương von der Ming-Armee gefangen genommen. Somit dauerte die Hồ-Dynastie nur sieben Jahre.

## Verlauf

### Erste Jahre in Thanh Hóa (1418–1423)
Am 7. Februar 1416 schlossen sich 18 Männer zusammen, darunter Lê Lợi und Nguyễn Trãi, um einen Aufstand gegen die Ming-Streitkräfte zu besprechen.[3] Während des Tết-Festes 1418 hisste Lê Lợi die Flagge des Aufstands gegen die Ming-Herrschaft in Lam Sơn, Thanh Hóa. Er ernannte sich selbst zum Bình Định Vương (Fürst der Befriedung). Lê Lợi teilte seine Rebellen in kleine Gruppen von Partisanenkämpfern auf und kämpfte mit Guerillataktiken gegen Ming-Einheiten.
Im Februar griff eine Ming-Armee unter General Ma Ji (马骐) Lam Sơn an, wurde jedoch in der Nähe des Chu-Flusses von den Lam Sơn-Aufständischen überfallen. Jedoch führte ein Überläufer füdie Ming-Armee nach Lam Sơn, um Lê Lợi überraschend anzugreifen. Lê Lợis neunjährige Tochter wurde dabei als Geisel genommen und in Yongles Harem geschickt.
1419 griffen die Lam-Sơn-Rebellen unter der Führung von Lê Lợi eine Ming-Garnison in der Nähe von Lam Sơn an und nahmen sie ein. Ende 1420 führte der kompetente Ming-General Li Bin eine Ming-Armee zum Angriff auf Mường Thôi, der jedoch besiegt wurde. Die Lam Sơn-Partisanen erlangten später die Kontrolle über den oberen Mã-Fluss.

### Vorübergehender Waffenstillstand (1423–24)
Obwohl es den Aufständischen gelang, die Koalition von China und Lan Xang zurückzuschlagen, erlitten sie schwere Verluste. Als Lê Lợi erkannte, dass das Gebiet der Rebellen in Lỗi Giang nicht länger für die Stationierung der Rebellen geeignet war, war er gezwungen, sich zum dritten Mal auf dem Chí Linh-Berg zurückzuziehen, um seine Truppen wieder aufzubauen. Jedoch gerieten die Aufständischen in eine schwierige Lage nach ihrem zweimonatigen Aufenthalt in Chí Linh. Sie mussten wilde Bambussprossen und Gemüse fürs Überleben konsumieren. Lê Lợi musste sowohl Kriegselefanten als auch -pferde für die Ernährung seiner Truppen schlachten. Angesichts der anspruchsvollen Situation geriet die Moral der Aufständischen ins Wanken und einige ergriffen sogar die Flucht. Erst als Lê Lợi einen fliehenden General enthauptete, stabilisierte sich die Moral vorübergehend. In diesem Zusammenhang befürwortete Lê Lợi den Frieden mit dem Ming-Besatzungsregime und nutzte die Zeit, um die Situation zugunsten der Lam-Sơn-Aufständischen zu wenden.
Um den Waffenstillstand umzusetzen, schickte Lê Lợi Anfang Mai 1423 einen Gesandten mit Geschenken, darunter fünf Paar Stoßzähne und einen Kapitulationsbrief für die Verhandlung mit dem Ming-Besatzungsregime. Das Regime nahm Lê Lợis Vorschlag schnell an, da es eine drohende Gefahr durch mongolische Stämme an der Nordgrenze Chinas bestand. In der darauffolgenden Zeit lieferte Lê Lợi zahlreiche Ming-Militäroffiziere häufig Gold und Silber. Im Gegenzug lieferten diese an den Aufständischen auch reichlich Mengen an Fisch, Salz, Reissaatgut und landwirtschaftliche Geräte mit. Während dieser Zeit befassten sich die Aufständischen im Geheimen mit der Ausbildung von Soldaten, der Waffenherstellung und der Zubereitung von Nahrungsmitteln. Nachdem das Ming-Besatzungsregime die Situation entdeckt hatte, schickte Lê Lợi das Regime zur Entspannung mit Geschenken. Der Gesandte der Aufständischen wurde jedoch bald darauf festgenommen. Angesichts dieser Situation beschloss Lê Lợi, den Waffenstillstand auszusetzen.

### Chinesische Versuche zur Aufrechterhaltung der Besatzung in Jiaozhi (1427)

#### Schlacht von Chi Lăng
Im September 1427 wurde eine große chinesische Streitmacht von 50.000 bis 100.000 Truppen unter dem Kommando von Liu Sheng entsandt, um Wang Tong abzulösen, der nach der Schlacht von Tốt Động-Chúc Động in Đông Quan isoliert wurde. Sie wurde in der Schlacht von Chi Lăng von den Lam-Sơn-Rebellen aufgehalten, die dann eine Flucht vortäuschten. Nach der Flucht geriet die chinesische Kavallerie in die Sümpfe nahe einem Berg, was dazu führte, dass die chinesische Kavallerie beinahe vollständig vernichtet wurde. Der Kommandant, Liu Sheng, wurde in der Schlacht enthauptet. Der anhaltende Krieg und die verschlechternde Lage der Ming-Armee in Jiaozhi erschöpften stetig die Ressourcen des Reiches, was zu einem Kompromiss seitens der Ming-Dynastie führte.

## Friedensschwur von Đông Quan
Mit dem Sieg über die zwei Verstärkungsarmeen von Liu Sheng und Mu Sheng waren die Lam-Sơn-Rebellen die Ming-Armee vollständig überlegen. In diesem Zusammenhang erklärte sich Wang Tong zu Verhandlungen über die Beendigung des Krieges bereit. Lê Lợi schickte seinen ältesten Sohn Lê Tư Tề und General Lưu Nhân Chú zur Zitadelle Đông Quan. Wang Tong schickte Shan Tao und Ma Ji als Geiseln und Verhandlungspartner in der Garnison der Lam-Sơn-Rebellen in Bồ Đề. Am 16. Dezember 1427 hielten Wang Tong und viele andere Ming-Generäle zusammen mit den Kommandanten der Lam-Sơn-Aufständischen an einem Ort südlich der Zitadelle von Đông Quan einen Friedensschwur ab. Die beiden Seiten verhandelten über den Rückzug der Ming-Armee und über die Möglichkeit für die Lam-Sơn-Aufständischen, die Thronbesteigung von Trần Cảo zu gewährleisten.
Die vereinbarten Bedingungen des Friedensschwurs von Đông Quan wurden von beiden Parteien strikt eingehalten. Am 17. Dezember 1427 machten sich die Gesandten der Lam-Sơn-Rebellen auf den Weg nach Peking, um die konfiszierten Zeichen der Generäle und Beamten zurückzugeben und gleichzeitig ein Gesuch um Investitur mit einer Liste der Militäroffiziere, Soldaten und Pferde in Jiaozhi vorzulegen.
Nach dem Schwur versammelte Lê Lợi die ergebenen chinesischen Kriegsgefangenen für den Gefangenenaustausch. Er reparierte die Infrastruktur und bereitete Nahrung, Boote und Pferde vor, um die Ming-Armee für ihren Rückzug zu versorgen. Als die Ming-Armee der sichere Rückzug gestattet wurde, forderte einige Generäle und Gefolgsleute Lê Lợi auf, alle Ming-Truppen zu töten, um Blutschuld zu begleichen. Da Lê Lợi jedoch den Frieden zwischen den beiden Ländern aufrechterhalten wollte, lehnte er diese Forderungen ab. Vor dem Abreisetag der Chinesen kamen alle Generäle, Mandarine und Soldaten der Ming-Dynastie nach Bồ Đề, um Lê Lợi zu danken. Am 29. Dezember 1427 brach die Ming-Armee offiziell zum Rückzug auf. Am 3. Januar 1428 brach auch Wang Tong zur Rückkehr nach China auf. Die Gesamtzahl der Soldaten und Beamten, die von Lê Lợi für den Rückzug gestattet wurden, umfasste gemäß der Statistik der Ming-Dynastie 84.640 Personen.

## Folgen
Am 29. April 1428 bestieg Lê Lợi den Thron mit der Regierungsdevise Thuận Thiên. Er gründete die Spätere Lê-Dynastie und benannte den Landesnamen in Đại Việt wieder um. Damit Lê Lợi seine Macht trotz der komplizierten politischen Lage in Đại Việt festigen konnte, beauftragte er Nguyễn Trãi, die Bình Ngô đại cáo ("Siegeserklärung über die Wu") zur Bekräftigung der Unabhängigkeit und Souveränität von Đại Việt zu verfassen. Der Ming-Hof erkannte Lê Lợi zunächst nicht als Herrscher von Đại Việt an und forderte, dass ein Nachkomme der Trần-Dynastie anstelle von Lê Lợi regieren müsse. Nach zahlreichen Deklaration über das Aussterben der Herrscherfamilie Trần erteilte Kaiser Xuande Lê Lợi im Jahr 1431 das Recht, Annam vorübergehend zu regieren. Erst 1435 wurden Lê Lợi und seine Nachfolger offiziell als rechtmäßige Herrscher von Annam anerkannt.
Die Anerkennung des Lê-Monarchen als rechtmäßiger Herrscher von Annam durch die Ming-Dynastie leitete eine Periode der Stabilität in den diplomatischen Beziehungen zwischen Đại Việt und China ein. Um die Situation wie in der Trần-Dynastie wiederherzustellen, stimmte die Ming-Dynastie eine Versöhnungspolitik mit der Späteren Lê-Dynastie zu und etablierte ein formales Tributverhältnis. Obwohl Đại Việt ins chinesischen Tributsystem wiedereingegliedert wurde, behielt es in allen anderen Aspekten seine Unabhängigkeit. Die Spätere Lê-Dynastie lieferte regelmäßig Tribute an die Ming-Dynastie ein und folgte dabei diplomatischen Protokolle wie zur Zeit der Trần-Dynastie. Đại Việt schickte außerdem regelmäßig Gesandte nach China, um beispielsweise Dankbarkeit auszudrücken, Glückwünsche auszusprechen oder Besuche abzustatten. Jeder neue Lê-Kaiser musste bei seiner Thronbesteigung den Ming-Kaiser um Anerkennung bitten, um seine Machtübernahme zu legitimieren. Als Reaktion darauf schickte der Ming-Kaiser Gesandte, der dem Lê-Kaiser den Titel "König von Annam" verlieh und Gewänder aus Brokat überreichte. In Wirklichkeit setzten die Lê-Kaiser jedoch weiterhin die Außenpolitik „Auslandskönig und Inlandskaiser“ (vietnamesisch: Ngoại Vương Nội Đế) zur Zeit der Lý- und Trần-Dynastien um: Sie bezeichneten sich in der Diplomatie gegenüber dem chinesischen Kaiserhof, im Inland und gegenüber den Kleinstaaten als „König“, während Đại Việts Nachbarländer sie als „Kaiser“ bezeichnen mussten. Dieses Tributverhältnis blieb während der ersten Periode der Lê-Dynastie bestehen. Erst als Mạc Đăng Dung Lê Cung Hoàng absetzte und die Mạc-Dynastie um 1527 begründete, begannen sich die bilateralen Beziehungen zwischen Đại Việt und China zu ändern. Jedoch kam es nie zu kriegerischen Konflikten zwischen den beiden Ländern bis 1789.

### Bücher

#### Vietnamesisch
- Hồ Quý Ly và triều Hồ, nhìn từ phía lịch sử quân sự. Viện Khoa học Xã hội Việt Nam, Juni 1990, ISSN 0866-7497 (vietnamesisch).
- Phan Huy Lê. Hà Nội: Viện Khoa học Xã hội Việt Nam (264): 2–8. ISSN 0866-7497: Cải cách của Hồ Quý Ly và sự thất bại của Triều Hồ. In: Tạp chí Nghiên cứu Lịch sử. Nr. 264. Viện Khoa học Xã hội Việt Nam, Mai 1992, ISSN 0866-7497, S. 6.
- Nguyễn Lương Bích: Nguyễn Trãi đánh giặc cứu nước. Hrsg.: Nguyễn Viết Nhâm. Nhà xuất bản Quân đội nhân dân, Hanoi 1973, OCLC 56067595 (vietnamesisch).
- Vũ Duy Mền: Hội thề Đông Quan và những đóng góp của Nguyễn Trãi. In: Tạp chí Nghiên cứu Lịch sử. Band 200. Vietnamesische Akademie der Sozialwissenschaften, Mai 1981, ISSN 0866-7497 (vietnamesisch).
- Trần Huy Liệu: Nguyễn Trãi, một nhà đại chính trị, đại thi hào Việt-Nam. In: Tập san nghiên cứu Văn Sử Địa. 21. Auflage. Ban nghiên cứu Văn học Lịch sử Địa lý, Hanoi September 1956 (vietnamesisch).
- Dương Minh: Tính chất quan trọng của chiến thắng Tụy-Động và chiến thắng Chi-Lăng. In: Tạp chí Nghiên cứu Lịch sử. Nr. 55. Vietnamesische Akademie für Sozialwissenschaften, Oktober 1963, ISSN 0866-7497 (vietnamesisch).

#### Chinesisch
- Ming Shilu. Band 154 (chinesisch).
- Yamamoto Tatsurō: 安南史研究Ⅰ：元明两朝的安南征略. Bibliotheksdruckerei der Universität Peking, Peking 2020, ISBN 978-7-100-16790-1, S. 597 (chinesisch).

#### Englisch und weitere Sprachen
- Ben Kiernan: Việt Nam: A History from Earliest Times to the Present. Oxford University Press, New York 2017, ISBN 978-0-19-516076-5.
- John K. Whitmore: Vietnam, Hồ Quý Ly, and the Ming (1371–1421). Yale Center for International and Area Studies, Yale University 1985 (englisch).
- James A. Anderson, Stephan Haggard, David C. Kang: The Ming Invasion of Vietnam, 1407–1427. In: East Asia in the World: Twelve Events That Shaped the Modern International Order. Cambridge University Press, Cambridge 2020, ISBN 978-1-108-47987-5 (englisch).
- Michael Charney: Southeast Asian Warfare, 1300-1900. Brill, 2004, S. 176–177 (englisch).
- Sun Laichen, Anthony Reid, Tran Nhung Tuyet: Chinese Gunpowder Technology and Đại Việt, ca. 1390–1497. In: Anthony Reid, Tran Nhung Tuyet (Hrsg.): Viet Nam: Borderless Histories. Cambridge University Press, Cambridge 2006, ISBN 978-1-316-44504-4, S. 72–120.

### Aufsätze und weitere schriftliche Arbeiten

#### Vietnamesisch
- Nguyễn Thị Thúy Nga: Quan hệ triều cống Đại Việt – Minh thế kỷ XV–XVI. Universität für Sozial- und Geisteswissenschaften, Vietnamesische Nationaluniversität, Hanoi, Hanoi 2016, S. 60 (vietnamesisch, edu.vn [PDF]).